# Julia Pastrana

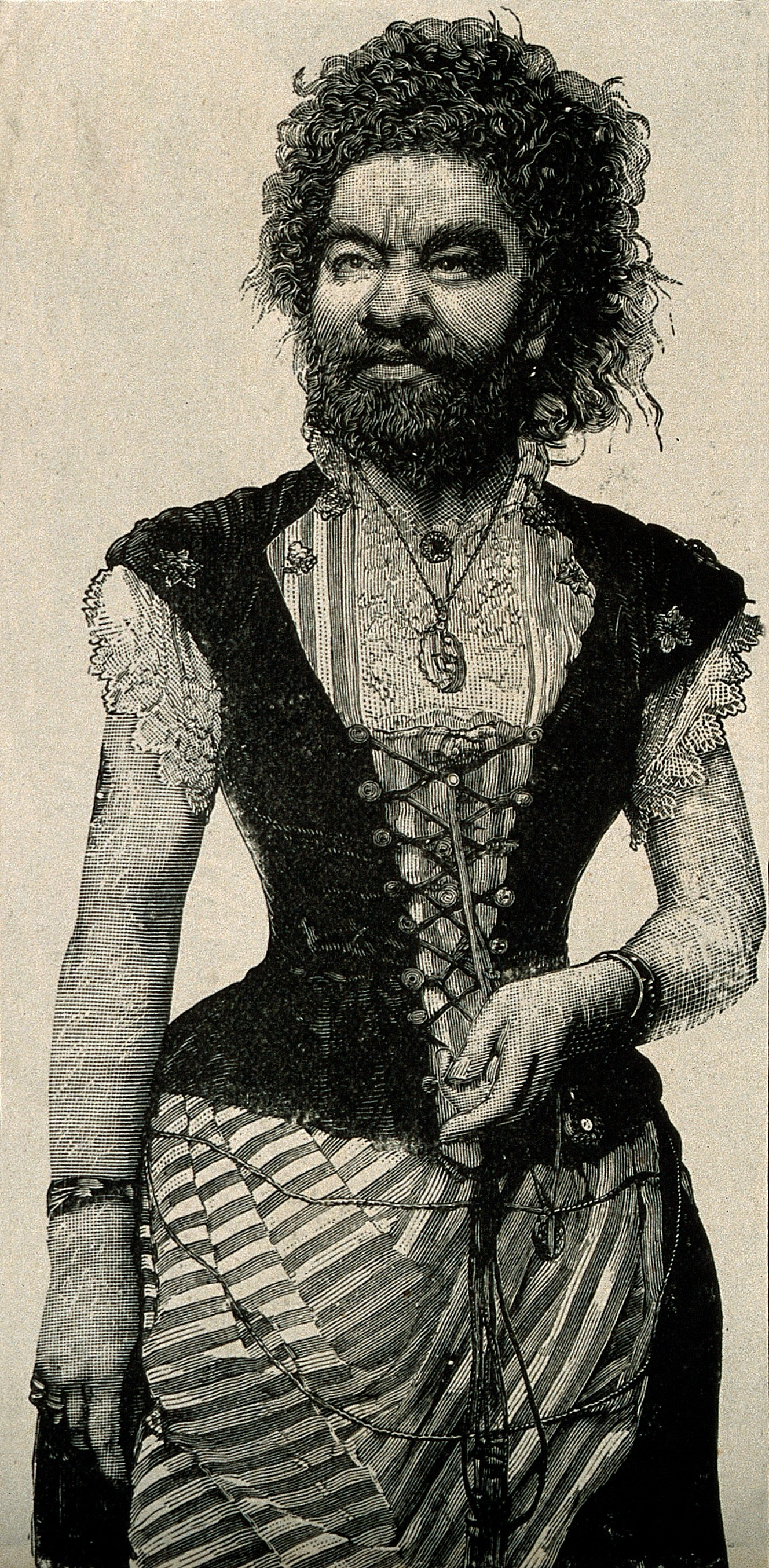
Marie Bartel, segunda esposa de Theodor Lent, conocida artísticamente como Zenora Pastrana.

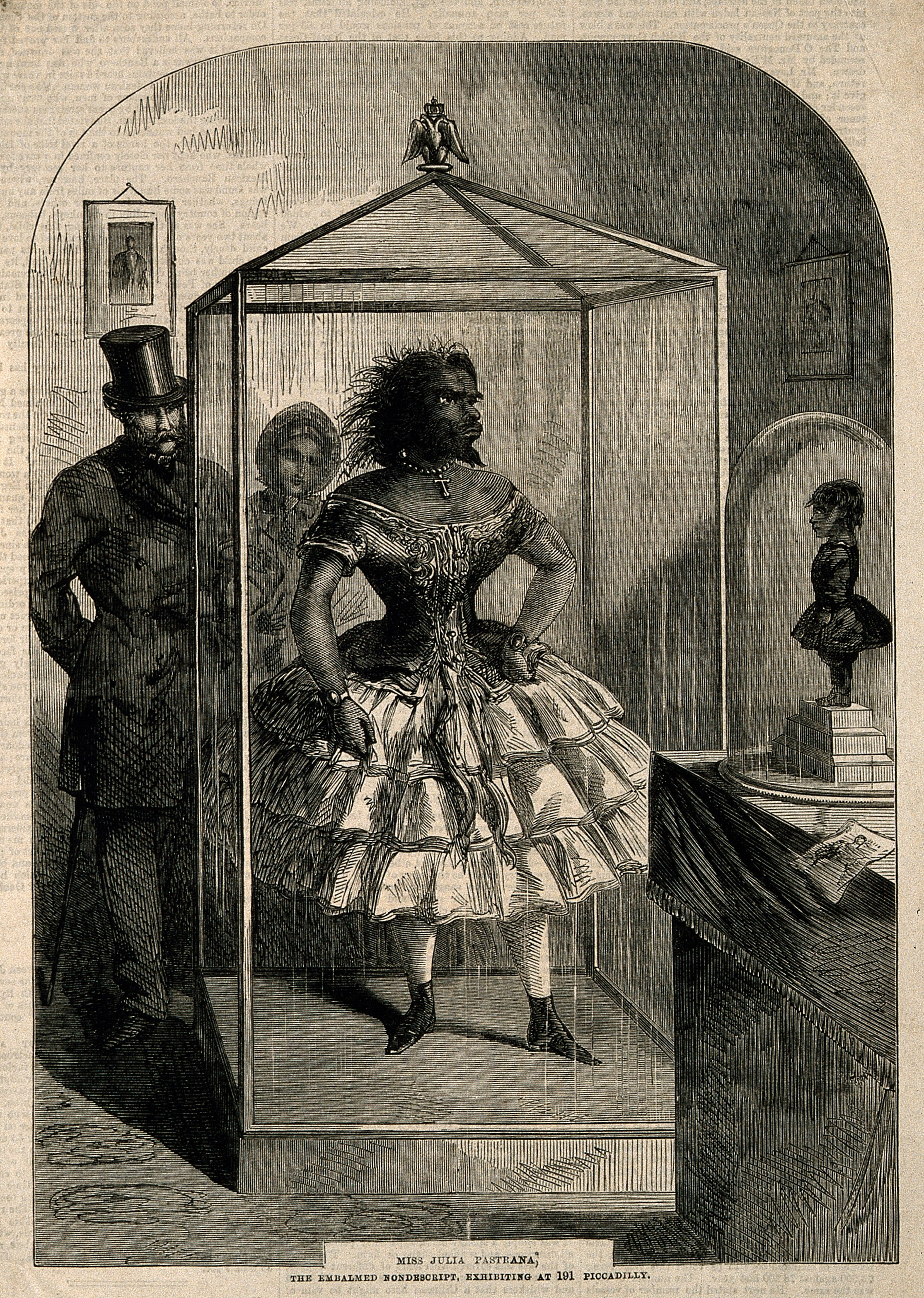
Julia Pastrana, una mujer barbuda, embalsamada. Ilustración de 1862.

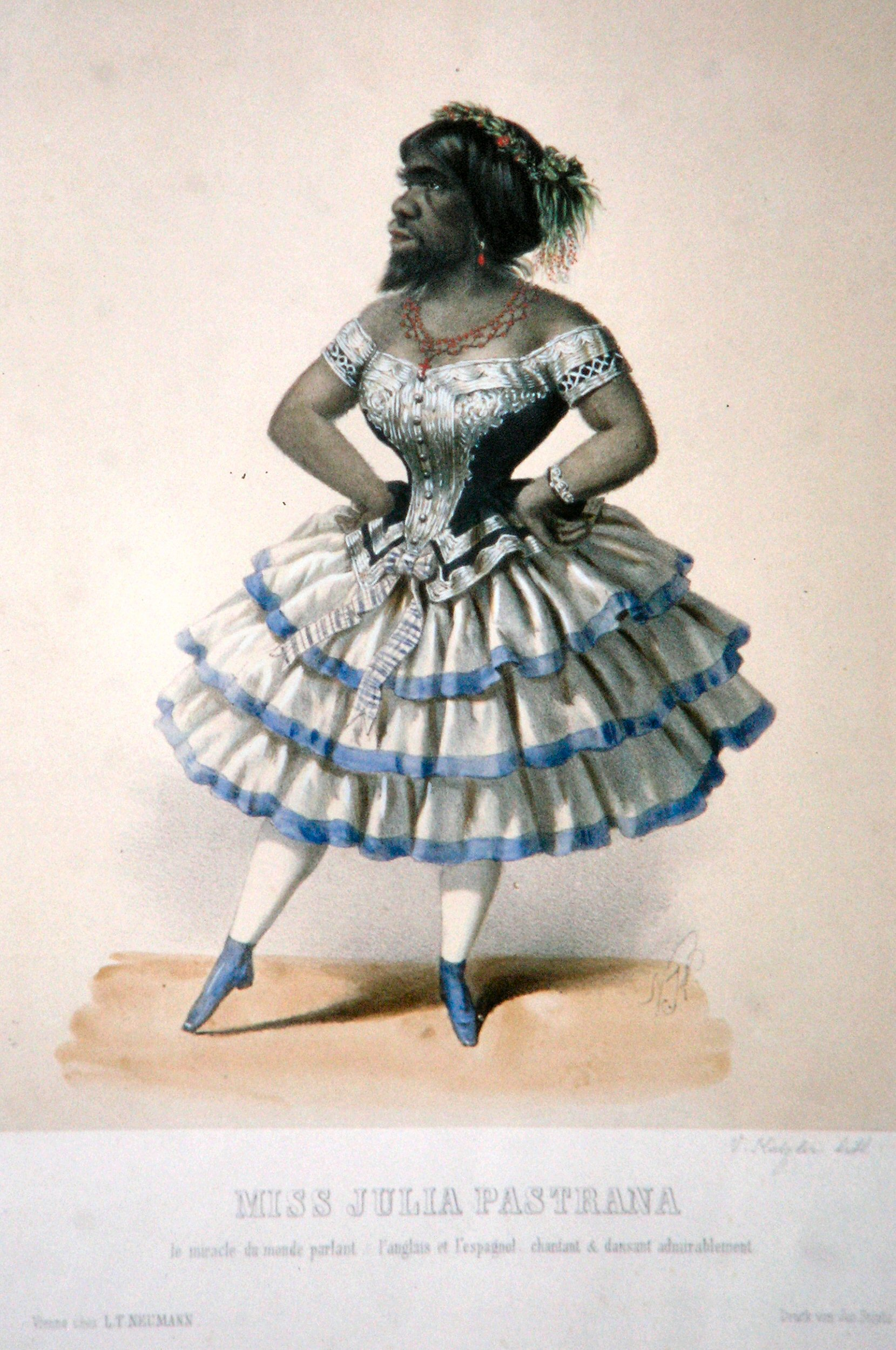
Julia Pastrana

Julia Pastrana (14 de febrero de 1834 - 25 de marzo de 1860) fue una mujer mexicana nacida en algún lugar de la sierra de Sinaloa,exhibida a raíz de su hipertricosis en Europa a mediados del siglo XIX.

## Biografía
De origen indígena, nació en el seno de una tribu de nativos americanos conocidos como “buscadores de raíces”, que vivían en la zona occidental de México. Tenía hipertricosis o “síndrome del hombre lobo", es decir, su rostro y su cuerpo estaban cubiertos totalmente de pelo negro y lacio. Sus orejas y nariz grandes y su prognatismo producido por dos hileras de dientes irregulares daban a su rostro un perfil simiesco. Charles Darwin se refirió a ella en los siguientes términos:

«Julia Pastrana, una bailarina española, era una mujer extraordinariamente fina, pero tenía una gruesa barba y frente velluda. Fue fotografiada y su piel puesta en exhibición. Pero lo que nos concierne es que tenía en ambas quijadas, superior e inferior, una irregular doble hilera de dientes. Una hilera colocada dentro de la otra, de lo cual el doctor Purland tomó una muestra. Debido al exceso de dientes, su boca se proyectaba y su cara tenía la apariencia de la de un gorila.»

Sus mandíbulas fueron estudiadas por el Real Colegio de Cirujanos de Londres.
Los panfletos la anunciaban contando su supuesta historia, diciendo que una mujer india llamada Espinosa se separó de su tribu en 1830, todo el mundo pensó que había muerto ahogada, pero años después fue encontrada por unos vaqueros. Espinosa alegó haber sido capturada y encerrada en una cueva por un grupo de indios hostiles, en una zona llena de osos y mandriles; pero este hecho nunca quedó demostrado. Espinosa iba acompañada de una niña de 2 años, de la cual afirmaba no ser su madre, aunque daba muestras de quererla mucho. Posteriormente esta mujer se casó y bautizó a la niña como Julia Pastrana. Espinosa acabó muriendo y Julia se fue a vivir a una población cercana. Acabó incorporándose a la familia del gobernador del Estado Federal mexicano de Sinaloa, Pedro Sánchez. Trabajó allí de sirvienta durante años hasta que en abril de 1854 decidió volver a su tierra natal.
En el camino, conoció al estadounidense M. Rates, quien enseguida vio el negocio y ese mismo año Julia marchaba a los Estados Unidos. Su primera aparición como fenómeno de circo tuvo lugar en 1854, en el Gothic Hall de Nueva York, donde era presentada como "La Mujer Oso" o incluso "El Híbrido Maravilloso", fruto de la cópula forzada de un humano a una mona. P. T. Barnum fue a verla pensando en contratarla, pero desistió por encontrarla "demasiado grotesca". Pronto marchó a Cleveland con un nuevo mánager, por no decir amo, el señor Beach. El Doctor S. Brainer, que allí la examinó, la llamó una “especie distinta”. Allí asistió a grandes bailes y galas militares, se dice que los soldados hacían cola para bailar con ella. Después viajó a Londres, en este momento su mánager era Theodor Lent. Antes de llegar allí fue anunciada por los periódicos como “La indescriptible” ("The Nondescript"). La imagen que daban de ella era la de una mujer feliz, contenta con su situación que, decían, le gustaba viajar, guisar y coser. En sus espectáculos además de mostrar su rareza, Julia bailaba y cantaba en español y en inglés.
En 1857, después de Londres, Theodor Lent había apalabrado más espectáculos en Alemania, pero allí se encontró con problemas ya que las autoridades no aprobaban el espectáculo. Theodor presentó a Julia como actriz de teatro.
En Leipzig Julia protagonizó una obra de teatro de enredo escrita especialmente para ella, llamada "Der curierte Meyer": trataba de un hombre que se enamoraba de una dama la cual siempre llevaba un velo, cuando el pretendiente no estaba en escena Julia se destapaba la cara mostrándosela al público para hacerle reír, finalmente muestra la cara a su enamorado y este pierde todo el interés. La policía alemana puso espías en la sala porque no se fiaban de lo que Theodor les decía; la obra fue cancelada y el teatro clausurado después de tan solo dos representaciones sobre la base de que era una obra inmoral y obscena.
Por esta época recibió muchas proposiciones de matrimonio, pero en una entrevista realizada por una publicación alemana (Gartenlaube) le preguntaron por qué había rechazado todas aquellas proposiciones, a lo que respondió que ninguno de los pretendientes era lo suficientemente rico. Se dice que esta idea era originaria de Theodor, el cual deseaba casarla con un hombre rico y esta era su forma de atraer a alguno. Julia había acumulado mucho dinero, y finalmente fue Theodor el que le pidió matrimonio en 1857.
Se casaron y siguieron la gira por Austria. En Viena Theodor la obligó a pasar exámenes fisiológicos bastante exhaustivos y le prohibió salir a la calle durante el día. En 1859 quedó embarazada. En Moscú, durante una gira a principios de 1860, Pastrana dio a luz un bebé con «características similares a las suyas». El bebé falleció a las 35 horas de nacer y Pastrana murió por complicaciones posparto cinco días después.
Lent siguió vendiendo entradas para la actuación, aun sabiendo que estaba agonizando; a continuación contactó con el profesor Sukolov de la Universidad de Moscú al que le vendió los cadáveres de Julia y de su hijo. Sukolov decidió momificar ambos cuerpos y los expuso en el Instituto Anatómico de la Universidad de Moscú. Como atrajeron tantas visitas, Lent decidió reclamar las momias. Así se inició un proceso judicial que Lent ganó, al presentar su certificado de matrimonio con Julia. Primero intentó poner las momias en funcionamiento en el mundo del espectáculo ruso, pero le denegaron el derecho, alegando que aquello no tenía nada que ver con fines científicos. Así que en 1862, solo dos años después de que Julia muriese, decidió volver a Inglaterra donde no le ponían ninguna restricción a su espectáculo. Pronto la fama se desinfló y finalmente alquiló las momias a un museo itinerante de curiosidades. 
Por esa época Lent conoció a una mujer barbuda con características parecidas a Pastrana, se casó con ella y la llamó Zenora Pastrana, presentándola al mundo como "La Hermana de Julia Pastrana". De nuevo consiguió las momias que seguían alquiladas al dueño del museo itinerante y los cuatro (Theodor, Zenora, y los cuerpos de Julia e hijo) iniciaron viaje. Finalmente, Zenora y Theodor se instalaron en San Petersburgo en 1880 donde abrieron un museo de cera; Theodor comenzó a padecer una enfermedad mental, que le acabó postergando a un sanatorio donde pronto murió.
Zenora se traslada a Munich en ese mismo 1888 y allí reclama la propiedad de las momias, las consigue y en 1889 de nuevo se exhiben los tres Pastrana en una exposición antropológica dirigida por J.B. Gassner, quien se quedó con las momias y las acabó vendiendo al mejor postor, en 1895, en una gran convención circense en Viena. Zenora se retiró, se afeitó y se volvió a casar con otro hombre.
Las momias desaparecieron de la vista del público. Reaparecieron en Noruega en 1921 como propiedad de Mr. Lund, que las incorporó a su "cámara de los horrores". Durante la ocupación alemana en 1943, se ordenó que dicha colección se destruyese, pero Mr. Lund consiguió persuadir a las autoridades alemanas de que la "Apewoman" (mujer mono) iría bien para las arcas del Tercer Reich. Julia y su hijo se exhibieron por los territorios ocupados alemanes.
Las momias estuvieron en exhibición hasta 1970, cuando hubo una protesta durante una visita de los Estados Unidos y se retiraron de la vista al público. Unos vándalos irrumpieron en las instalaciones de almacenamiento en agosto de 1976 y mutilaron la momia del bebé. Los restos fueron consumidos por ratones. La momia de Julia fue robada en 1979, pero almacenada en el Instituto Forense de Oslo después de que el cuerpo fuera reportado a la policía, pero sin identificarlo. Se identificó en 1990 y permaneció en un féretro sellado en el Departamento de Anatomía de la Universidad de Oslo desde 1997. 
En 1994, el Senado de Noruega recomendó que se inhumaran los restos de esta mujer, pero el Ministerio de Ciencias decidió conservarlo para que en el futuro los científicos pudieran estudiarlos. Sin embargo, para tener acceso a sus restos se debía obtener un permiso especial, que solo se otorgaba a quien demostrara verdaderos intereses científicos. En abril de 2012, la universidad noruega se comprometió a devolver el cuerpo de Julia a México.
El 7 de febrero de 2013, sus restos fueron entregados a las autoridades mexicanas. Los restos mortales de la sinaloense fueron depositados en el Cementerio Histórico, del Estado de Sinaloa, en un acto de honestidad, de dignificación y de respeto a los derechos humanos. Finalmente, el 13 de febrero de ese mismo año, Julia Pastrana fue sepultada.

## En el arte
El director italiano Marco Ferreri se inspiró en su vida para realizar la película La donna scimmia (Se acabó el negocio, 1964).
El 14 de octubre de 2013 se anunció el desarrollo de la película Velvet, basada en la vida y experiencias de Julia Pastrana, a partir de un guion original de Celso García y Francisco Payó y bajo la dirección del primero.
En 2015, la compañía de teatro mexicana El Milagro, bajo la dirección de David Olguín, realizó la obra de teatro La belleza, inspirada en su vida, y específicamente en su relación con Theodor W. Lent. La obra se presentó en agosto del 2016 en la Ciudad de México.